# Nie zgubiliśmy drogi
Nie zgubiliśmy drogi (internationaler Titel We Haven’t Lost Our Way) ist ein polnischer Film von Anka Sasnal und Wilhelm Sasnal. Der Film hat seine Uraufführung bei den 72. Internationalen Filmfestspielen Berlin in der Sektion „Forum“ und ist eine freie Adaptation von P.C. Jersilds Roman Till varmare länder.

## Handlung
Der Film verfolgt zwei verschiedene Handlungsstränge: Die Übersetzerin Ewa, ca. 35 Jahre alt, hat im Zuge der Corona-Pandemie kaum noch Aufträge. Um sich über Wasser zu halten, gibt sie private Englischstunden. Sie ist Single, hat jedoch eine enge Beziehung zu ihrer Familie. Ihre Eltern und ihre Schwester blicken auf sie herab, da sie weniger erfolgreich und hilfloser als ihre Schwester ist. Eines Tages erhält Ewa ein Paket mit einem Notebook von ihrem Ex-Mann Eryk.
Der etwas ältere Eryk ist Experte für Miguel de Cervantes und droht seine Anstellung als Universitätsdozent zu verlieren. Während der Seminare referiert er eigene Gedanken und provoziert Studenten. Somit trifft er weder die Erwartungen seiner Studenten noch der Kollegenschaft. Nach seiner Kündigung beschließt er mit seinem Freund Olle zu reisen.
Der Zuschauer erfährt aus dem Notebook, dass die Reise zufällig verläuft. Das Ziel nennt sich „The Burning Lake“, ein Ort, der aus der Literatur bekannt ist und poetisch als weit entfernt oder sogar als irreal beschrieben wird. Das Notebook wird zur Quelle der Geschichte. Ewa als Erzählerin berichtet über die nächsten Schritte der Reise.

## Hintergrund
Im Presseheft zur Berlinale erklären die Regisseure, beide Charaktere würden es vermeiden, an einer Welt zu partizipieren, in der Stabilität basierend auf Arbeit und Geldverdienen am wichtigsten sind. Beide werden als Introvertierte und Verlierer wahrgenommen, die irrationale, überraschende Entscheidungen treffen. Stattdessen lässt es sie frei werden von Druck und Erwartungen der modernen Welt.
Ihr Hang zur Fiktion sei ein wichtiger Faktor, um ihr Verhalten zu verstehen. Sie erfahren die Realität durch die Literatur. Dieser Eskapismus basierend ausschließlich auf angenehmen Dingen sei eine Art des Hedonismus. Indem Eryk die Reise zu The Burning Lake unternimmt, unterstreiche er seine emotionale Gefühlslage, aber er schreibt auch: „We Haven’t Lost Our Way“, womit er sowohl die Charaktere des Films als auch die Zuschauer, die sich mit ihnen identifizieren, beschreibt.

## Rezeption
In der Beschreibung der Berlinale heißt es, die Regisseure würden in „schmucklosen Bildern“ erkunden, „wie weit sich Erzählung reduzieren lässt“. Das „Vertrauen in den linearen Ablauf von Zeit“ würde „subtil unterlaufen“ und viele der fragmentarischen Szenen stünden „für sich, statt sich in ein sinnstiftendes Ganzes zu fügen“.

## Auszeichnungen und Nominierungen
- 2022: Internationale Filmfestspiele Berlin
  - Nominierung für den Caligari-Filmpreis (mit 4.000 Euro dotiert)[3]